# NGC 6727
NGC 6727 је рефлексиона маглина у сазвежђу Јужна круна која се налази на NGC листи објеката дубоког неба.
Деклинација објекта је - 36° 52' 35" а ректасцензија 19h 1m 42,2s. Привидна величина (магнитуда) објекта NGC 6727 износи 11,4. NGC 6727 је још познат и под ознакама ESO 396-N14.